# Tatosoma agrionata
Tatosoma agrionata là một loài bướm đêm trong họ Geometridae.